# Raphaël Diarra
Raphaël Diarra (Parijs, 27 mei 1995) is een Frans–Malinees voetballer die bij voorkeur als centrale verdediger speelt. Hij stroomde in 2015 door vanuit de jeugd van AS Monaco.

## Clubcarrière
Diarra is afkomstig uit de jeugdopleiding van AS Monaco. In juli 2015 tekende hij een contract tot medio 2020. Op 10 december 2015 debuteerde hij in de UEFA Europa League tegen Tottenham Hotspur op White Hart Lane. Hij viel na 65 minuten in voor Bernardo Silva. Monaco verloor hun zesde en laatste groepsfaseduel in Londen met 4–1 na doelpunten Erik Lamela (3x) en Tom Carroll. Enkel Stephan El Shaarawy scoorde tegen (4–1). Tijdens het seizoen 2016/17 werd Diarra uitgeleend aan Cercle Brugge. Daar kon hij in 16 gespeelde matchen 1 keer scoren.

## Statistieken
| Club            | Seizoen | Competitiewedstrijden | Competitiewedstrijden | Bekerwedstrijden | Bekerwedstrijden | Europa | Europa | Andere | Andere | Totaal | Totaal |
| Club            | Seizoen | Wed                   | Goals                 | Wed              | Goals            | Wed    | Goals  | Wed    | Goals  | Wed    | Goals  |
| --------------- | ------- | --------------------- | --------------------- | ---------------- | ---------------- | ------ | ------ | ------ | ------ | ------ | ------ |
| AS Monaco       | 2015/16 | 0                     | 0                     | 0                | 0                | 1      | 0      | 0      | 0      | 1      | 0      |
| → Cercle Brugge | 2016/17 | 15                    | 1                     | 1                | 0                | 0      | 0      | 0      | 0      | 16     | 1      |
| Totaal          |         | 15                    | 1                     | 1                | 0                | 1      | 0      | 0      | 0      | 17     | 1      |